# Tituria nigricarinata
Tituria nigricarinata är en insektsart som beskrevs av Kuoh. Tituria nigricarinata ingår i släktet Tituria och familjen dvärgstritar. Inga underarter finns listade i Catalogue of Life.